# 张家湾乡
张家湾乡，是中华人民共和国河北省承德市围场满族蒙古族自治县下辖的一个乡。

## 行政区划
张家湾乡管辖区域：
张家湾村、巴头沟村、半山吐村和宝元昌村。